# أزرق بروسي بيرلز

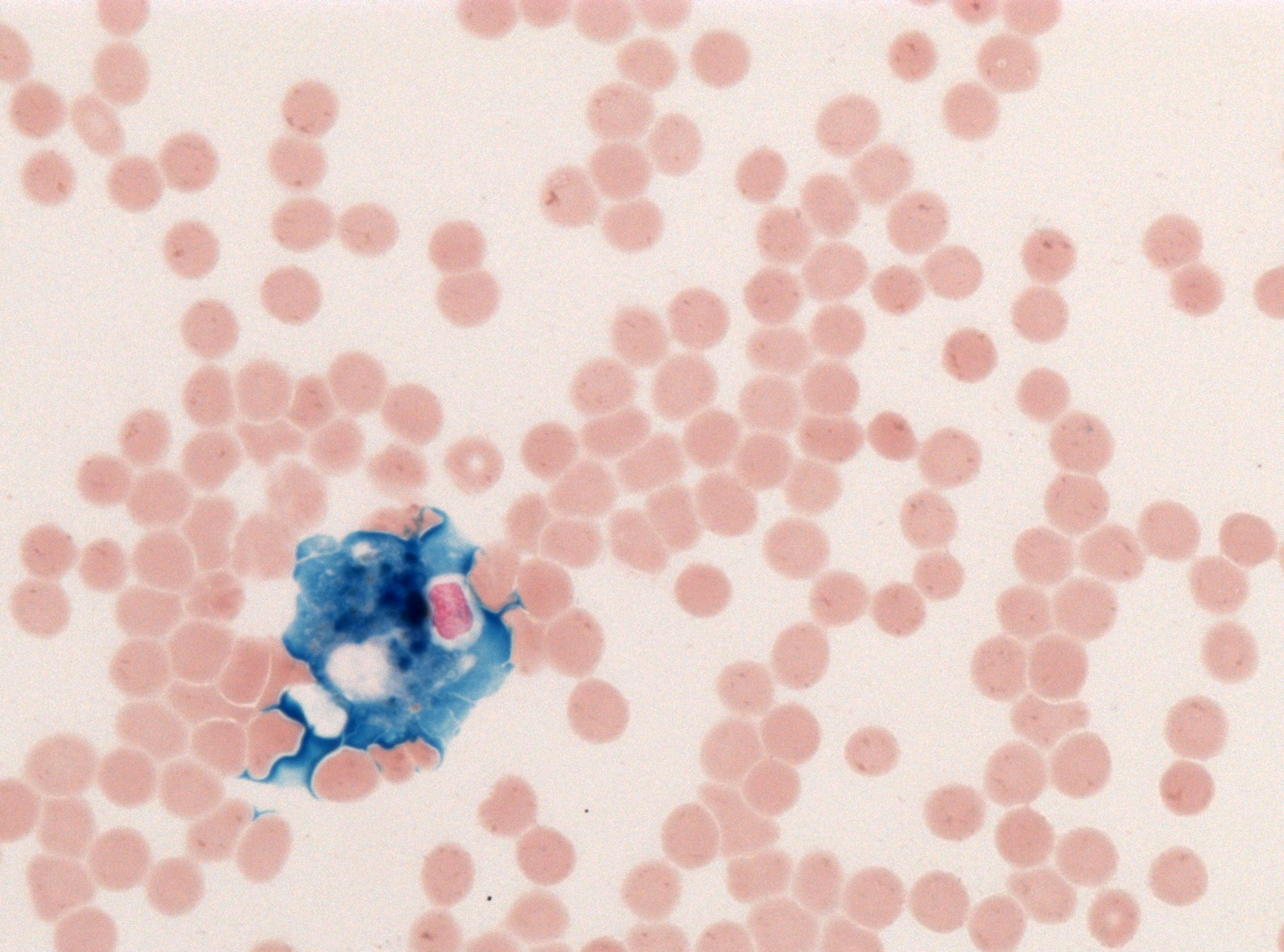
عينة سائل دماغي شوكي مُلطخة بأزرق بروسي بيرلز تُظهر االحديد المحتوي على البلاعم (مُلون أزرق) ومحاط بكريات الدم الحمراء (مُلون أحمر).

يعد أزرق بروسي بيرلز (بالإنجليزية: Perls Prussian blue)‏ طريقة شائعة الاستخدام في علم الأنسجة وعلم أمراض الأنسجة وعلم الأمراض السريري لأنه يكشف عن وجود الحديد في عينات الأنسجة أو الخلايا، ترجع تسميته لعالم الأمراض الألماني ماكس بيرلز (1843-1881) الذي وصف التقنية في عام 1867، لا تتضمن هذه الطريقة تطبيق صبغة ولكنها تتسبب في تكوين صبغة طبيعية وهي الأزرق البروسي التي تتكون مباشرةً داخل الأنسجة وهذه الطريقة تُلطخ الحديد في حالة التأكسد +3 (حديديك) الذي يضم الفيريتين وهيموسيديرين بدلًا من الحديد في حالة التأكسد 2+ (حديدوز).

## الاستعمال

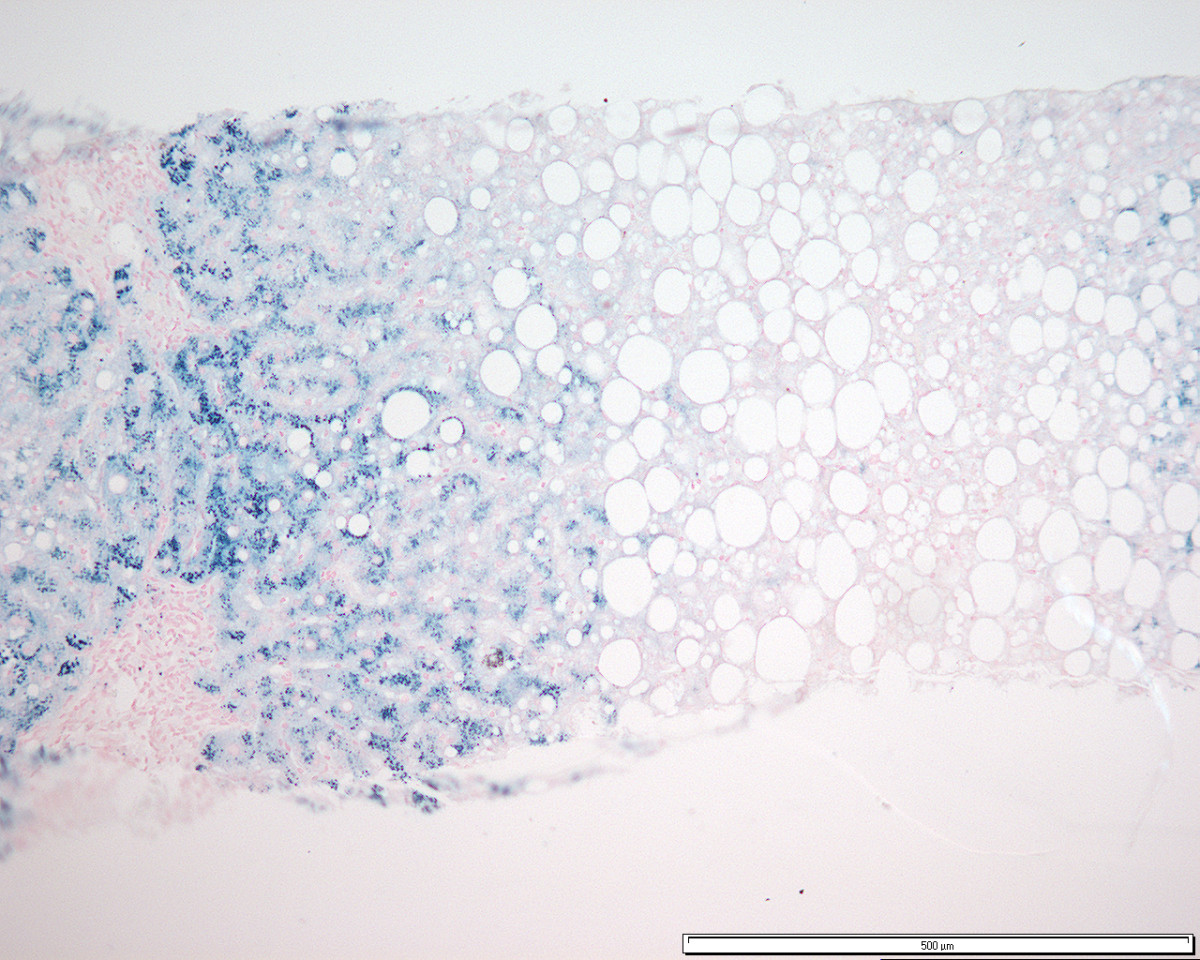
قطاع من الكبد ملطخ بأزرق بيرلز البروسي يُظهر تراكمات الحديد (زرقاء اللون) متسقة مع داء الاصطباغ الدموي الوراثي متماثل الزيجوت.

تُستخدم طريقة بيرلز للإشارة إلى الحديد في الأنسجة مثل الفيريتين والهيموسيديرين ولكن هذه الطريقة لا تُشير إلى الحديد الموجود في مجموعات الهيم حيث أنها لا تؤدي إلى تلطيخ الحديد المرتبط بالبورفيرين الذي يشكل الهيم كما في الهيموجلوبين والميوغلوبين. تُعد هذه الصبغة من أهم الصبغات الكيميائية النسيجية حيث تُستخدم في تحديد توزيع وكمية الحديد المترسبة في أنسجة الكبد وفي الغالب تكون في شكل خزعة، استخدام إجراء بيرلز لتحديد رواسب الحديد الزائدة مثل تسريبات هيموسيديرين (داء هيموسيديريني) وفي حالة داء الاصطباغ الدموي الوراثي، يستخدم أزرق بروسي بشكل شائع في رشاشات نخاع العظم للإشارة إلى مستويات تخزين الحديد وقد يوفر دليلًا على نقص الحديد.

## طريقة التطبيق
لم ينشر بيرلز إجراءً مفصلاً بخلاف الإشارة إلى تطبيق محلول فيروسيانيد البوتاسيوم المخفف على الأنسجة متبوعًا بحمض الهيدروكلوريك حيث يترسب الحديد lll (الحديديك) في الأنسجة ثم يتفاعل مع فيروسيانيد القابل للذوبان في صبغة لتشكيل صبغة أزرق بروسي غير القابلة للذوبان؛ أزرق بروسي هو مادة رطبة عبارة عن مركب فيروسيانيد حديديك. يمكن بعد ذلك تصور هذه الرواسب مجهريًا على شكل رواسب زرقاء أو أرجوانية. الحديد المُرسب في الأنسجة يكون في صورة الحديديك الموجود داخل تخزين بروتين الفيريتين. تم نشر العديد من الطرق لأداء صبغة بيرلز الزرقاء البروسية للحديد ،يعطي دروري وولينجتون (1980) بروتوكولًا يستخدم مزيجًا من جزء واحد 2% حمض الهيدروكلوريك وجزء واحد 2% فيروسيانيد البوتاسيوم يتم تطبيقه على القطاع لمدة 20-30 دقيقة متبوعًا بشطفها بالماء المقطر وتطبيق صبغة مضادة مثل يوزين أو سافرانين أو أحمر محايد.

## آلية العمل

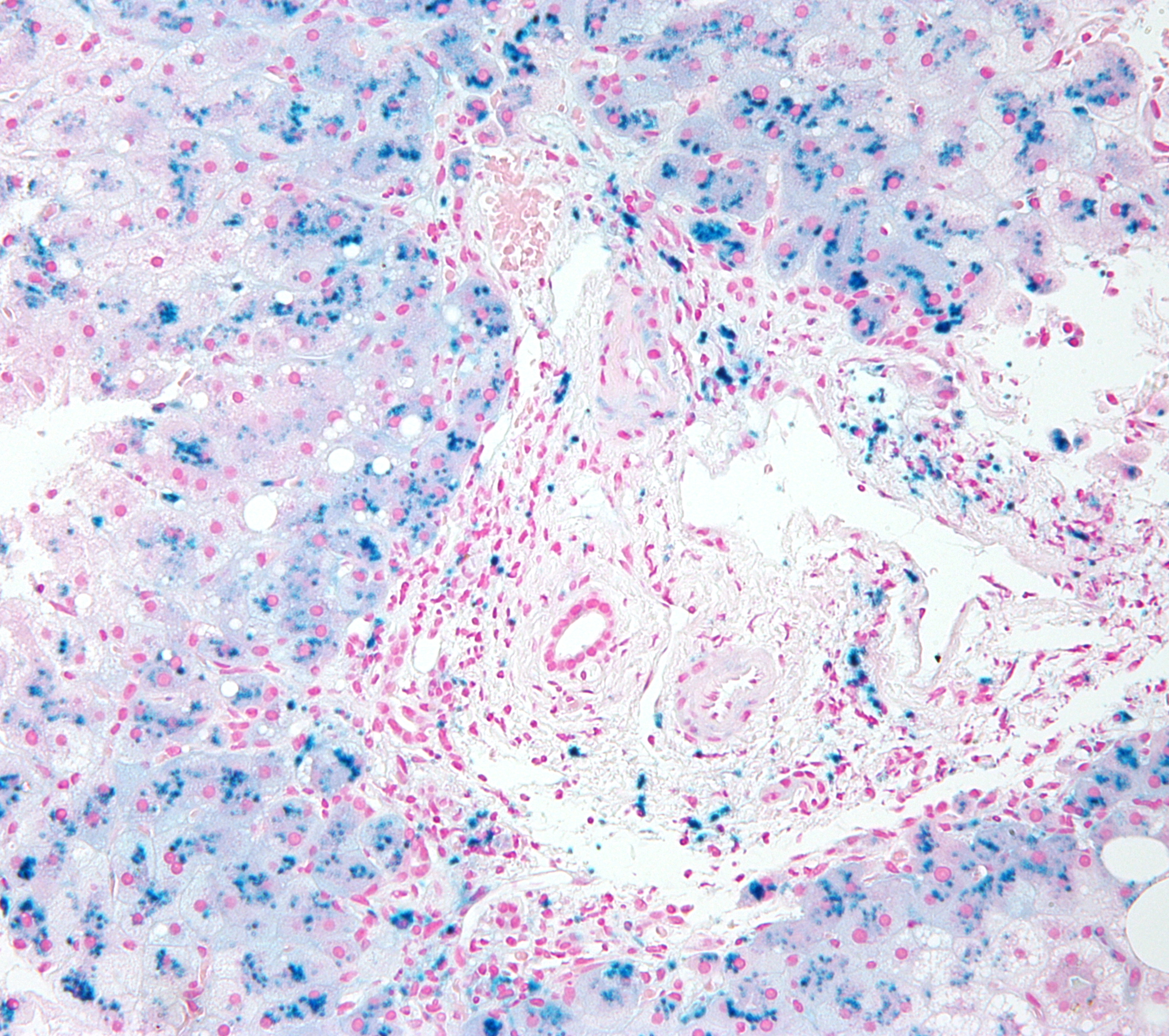
قطاع لطخة أزرق بروسي بيرلز من خزعة الكبد يظهر داء هيموسيديريوس.

يتحد فيروسيانيد البوتاسيوم في مع آيون الحديد الثلاثي في محلول الصبغة مكوناً صبغة أزرق بروسي، تُزيد إضافة حمض الهيدروكلوريك من توافر الحديد داخل الأنسجة للتفاعل مع فيروسيانيد البوتاسيوم ويتم توفير الصيغة الكيميائية لتحويل الحديد إلى أزرق بروسي على النحو التالي في دروري وولينجتون:

4FeCl3 + 3K4Fe(CN)6 → Fe4[Fe(CN)6]3 + 12KCl